# En av grabbarna
En av grabbarna är en självbiografi av pseudonymen Johan Höglund. Den lanserades för första gången 2005. Boken handlar om fotbollshuliganism och idrottsklubben AIK. 

## Handling
Johan Höglund är en pojke på 13 år som växer upp med sin mamma i en Stockholmsförort. Redan som ung kommer han i kontakt med huliganismen och han skapar sig sedan en identitet genom att bli en del av kulturen kring idrottsklubben AIK. Höglund växer upp med våldet som vardag och till sist blir en av ursprungsmedlemmarna i AIK:s ökända firma, Firman Boys. Det handlar om broderskapet, boxen (de uppgjorda slagsmålen) och livet med huliganismen.
| ”               | Jag var Gnaget och Gnaget var jag och AIK styrde allt från de vägar jag skulle gå till alla beslut jag skulle fatta. AIK styrde mitt humör, som var strålande om de vann och som var bedrövligt om de förlorat. Gnaget bestämde mina sociala val av vänskapsband och umgänge. AIK var min religion och de andra klubbarna var bara bränsle för elden som brann för fotbollen och dess kultur. | „ |
| – Johan Höglund | |   |